# Leavenworth (Washington)
Leavenworth é uma cidade localizada no estado norte-americano de Washington, no Condado de Chelan.

## Demografia
De acordo com o censo de 2000, há 2.074 pessoas, 899 domicílios e 543 famílias residindo na cidade. A densidade populacional é de 645,8 pessoas por quilômetro quadrado. Há 1.107 unidades habitacionais com uma densidade média de 344,7/km². A etnia racial da cidade é 93,64% branca, 0,10% americano-africana, 1,45% americana nativa, 0,34% asiática, 0,10% das ilhas do pacífico, 3,04% de outras etnias, e 1,35% de duas ou mais. 6,17% da população são hispânicos ou latinos de qualquer país.
Em 28,7% das 899 moradias, há crianças abaixo de 18 anos, em 46,4% há casais legalmente casados vivendo juntos, em 10,9% há uma mulher chefe de família sem um marido presente, e em 39,5% vivem pessoas sem parentesco. 32,9% de todos os domicílios são formados por indivíduos e em 16,7% há alguma pessoa de 65 anos ou mais vivendo sozinha. A média de pessoas por domicílio é de 2,31 pessoas, e o número de pessoas por família é 2,93.
Na cidade, a população é de 24,8% abaixo dos 18 anos, 6,5% de 18 a 24, 25% de 25 a 44, 25% de 45 a 64, e 18,6% de pessoas com 65 anos ou mais. A idade média é 41 anos e, para cada 100 mulheres acima de 18 anos, há 83,2 homens.
A renda média por domicílio na cidade é de US$ 35.692 anuais, e a renda média para uma família é de US$ 48.347. Homens têm uma renda média de US$ 35.165 contra US$ 23.854 das mulheres. A renda per capita da cidade é de US$ 18.709. 8,3% da população, ou 5,2% das famílias estão abaixo da linha de pobreza. Do total da população, 9,5% dos que têm menos de 18, e 12,6% dos que têm mais de 65 anos vivem abaixo da linha de pobreza.
Em 2006, foi estimada uma população de 2225, um aumento de 151 (7.3%).

## Geografia
De acordo com o United States Census Bureau tem uma área de
3,2 km², dos quais 3,2 km² cobertos por terra e 0,0 km² cobertos por água.

## História
A primeira estrada que atravessava a região de Stevens Pass foi construída pela companhia ferroviária Great Northern Railway em 1892. A localização original da cidade era nas proximidades do rio Wenatchee, e recebeu o nome Leavenworth no mesmo ano do início da construção dos trilhos. O capitão Charles Leavenworth, presidente da Okanogan Investment Company, comprou o terreno do que hoje é o centro da cidade, e construiu ruas paralelas aos novos trilhos de trem.
A construção dos trilhos foi finalizada durante o inverno de 1893. Lafayette Lamb e seu irmão, Chauncery Lamb chegaram de Iowa em 1903 para construir a segunda maior serraria do estado de Washington.
Leavenworth foi oficialmente incorporada em 5 de setembro de 1906. A pequena comunidade madeireira se tornou a matriz da Great North Railroad na primeira década de 1900. A ferrovia, realocada para Wenatchee na década de 20, afetou gravemente a economia de Leavenworth.
A cidade batalhou até 1962, quando o comitê do Projeto LIFE (Leavenworth Improvement For Everyone, ou Melhorias Para Todos de Leavenworth) foi formado para transformar a cidade em uma reprodução de cidades do estado da Baviera, na Alemanha, a fim de revitalizar sua economia. Adicionalmente, Leavenworth se tornou o lar do Museu de Quebra-Nozes de Leavenworth, que foi inaugurado em 1995 e expõe mais de 5.000 quebra-nozes datados do pré-histórico ao moderno. A Oktoberfest anual de Leavenworth é conhecida como uma das mais frequentadas fora de Munique, na Alemanha. Mais tarde, a cidade de Winthrop, também Washington, seguiu o exemplo de Leavenworth e adotou um tema.
Leavenworth também é famosa pela sua decoração natalina, que inclui um festival de luzes, iniciado sempre na metade do mês de dezembro. A cidade foi reconhecida, pelo canal de televisão A&E, como o melhor destino americano nas festas de fim de ano.

## Localidades na vizinhança
O diagrama seguinte representa as localidades num raio de 36 km ao redor de Leavenworth.

## Transporte
Leavenworth conta com o serviço ferroviário Amtrak, que inaugurou em setembro de 2009 uma nova estação, a Icicle Station.
O serviço de ônibus da Amtrak Thruway Motorcoach opera na rodovia entre Seattle e Spokane. A rota também serve Stevens Pass, Skykomish e Monroe. A opção é utilizada quando o serviço ferroviário normal encontra bloqueios.
Leavenworth também oferece uma parada de ônibus da Northwestern Trailways na Icicle Road.
O Leavenworth Free Trolley, service gratuito de miniônibus, circula entre a Icicle Road e o supermercado Safeway.
O serviço de táxi da cidade oferece uma van que opera dentro da região. As paradas são na Northwestern Trailways/Amtrak Thruway Motorcoach, e na estação ferroviária de Amtrak.